# Леонівка (Житомирський район)
Леоні́вка — село в Україні, у Житомирському районі Житомирської області. Населення становить 130 осіб.

## Історія
Село постраждало внаслідок геноциду українського народу, проведеного урядом СРСР 1932—1933.
12 червня 2020 року, відповідно до розпорядження Кабінету Міністрів України № 711-р «Про визначення адміністративних центрів та затвердження територій територіальних громад Житомирської області» увійшло до складу Станишівської сільської територіальної громади.
19 липня 2020 року, в результаті адміністративно-територіальної реформи та ліквідації Житомирського району (1939—2020), село увійшло до складу новоутвореного Житомирського району.